# 1980-as Formula–1 osztrák nagydíj
Az osztrák nagydíj volt az 1980-as Formula–1 világbajnokság tizedik futama.

## Futam
| Helyezés | #  | Versenyző             | Csapat/Motor    | Körök | Idő/Kiesés oka   | Rajthely | Pontszám |
| -------- | -- | --------------------- | --------------- | ----- | ---------------- | -------- | -------- |
| 1        | 15 | Jean-Pierre Jabouille | Renault         | 54    | 1:26:15,73       | 2        | 9        |
| 2        | 27 | Alan Jones            | Williams-Ford   | 54    | +0,82            | 3        | 6        |
| 3        | 28 | Carlos Reutemann      | Williams-Ford   | 54    | +19,36           | 4        | 4        |
| 4        | 26 | Jacques Laffite       | Ligier-Ford     | 54    | +42,02           | 5        | 3        |
| 5        | 5  | Nelson Piquet         | Brabham-Ford    | 54    | +1:02,81         | 7        | 2        |
| 6        | 12 | Elio de Angelis       | Lotus-Ford      | 54    | +1:02,81         | 9        | 1        |
| 7        | 8  | Alain Prost           | McLaren-Ford    | 54    | +1:33,41         | 12       |          |
| 8        | 2  | Gilles Villeneuve     | Ferrari         | 53    | +1 kör           | 15       |          |
| 9        | 16 | René Arnoux           | Renault         | 53    | +1 kör           | 1        |          |
| 10       | 6  | Héctor Rebaque        | Brabham-Ford    | 53    | +1 kör           | 14       |          |
| 11       | 20 | Emerson Fittipaldi    | Fittipaldi-Ford | 53    | +1 kör           | 23       |          |
| 12       | 9  | Marc Surer            | ATS-Ford        | 53    | +1 kör           | 16       |          |
| 13       | 1  | Jody Scheckter        | Ferrari         | 53    | +1 kör           | 22       |          |
| 14       | 29 | Riccardo Patrese      | Arrows-Ford     | 53    | +1 kör           | 18       |          |
| 15       | 50 | Rupert Keegan         | Williams-Ford   | 52    | +2 kör           | 20       |          |
| 16       | 21 | Keke Rosberg          | Fittipaldi-Ford | 52    | +2 kör           | 11       |          |
| Kiesett  | 43 | Nigel Mansell         | Lotus-Ford      | 40    | Motorhiba        | 24       |          |
| Kiesett  | 7  | John Watson           | McLaren-Ford    | 34    | Motorhiba        | 21       |          |
| Kiesett  | 23 | Bruno Giacomelli      | Alfa Romeo      | 28    | Kerék            | 8        |          |
| Kiesett  | 25 | Didier Pironi         | Ligier-Ford     | 25    | Meghajtás        | 13       |          |
| Kiesett  | 3  | Jean-Pierre Jarier    | Tyrrell-Ford    | 25    | Elektronika      | 6        |          |
| Kiesett  | 31 | Eddie Cheever         | Osella-Ford     | 23    | Kerékcsapágy     | 19       |          |
| Kiesett  | 4  | Derek Daly            | Tyrrell-Ford    | 12    | Fék              | 10       |          |
| Kiesett  | 11 | Mario Andretti        | Lotus-Ford      | 6     | Motorhiba        | 17       |          |
| NK       | 14 | Jan Lammers           | Ensign-Ford     |       |                  |          |          |
| NK       | 30 | Jochen Mass           | Arrows-Ford     |       | Vezető betegsége |          |          |

## Statisztikák
Vezető helyen:
- Alan Jones: 2 (1-2)
- René Arnoux: 19 (3-21)
- Jean-Pierre Jabouille: 33 (22-54)

Jean-Pierre Jabouille 2. győzelme, René Arnoux 3. pole-pozíciója, 5. leggyorsabb köre.
- Renault 4. győzelme.

Nigel Mansell első versenye.